# Explosão Cambriana

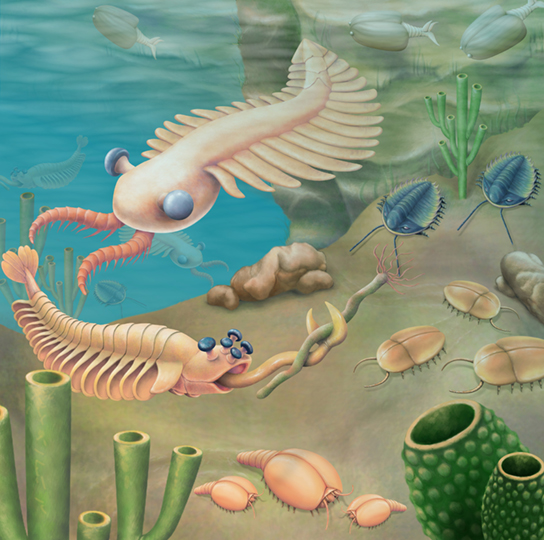
Cena ilustrada da explosão cambriana, mostrando uma grande diversidade de espécies marinhas que surgiram nesse período.

A explosão Cambriana ou explosão câmbrica foi o aparecimento relativamente rápido, em um período de alguns milhões de anos, dos filos mais importantes, durante o período Cambriano há cerca de 530 milhões de anos, conforme encontrado no registro fóssil. Este surgimento foi acompanhado por uma grande diversificação de outros organismos, incluindo animais, fitoplâncton e calcimicróbios. Até cerca de 580 milhões de anos a maioria dos organismos eram simples, compostos de células individuais, ocasionalmente organizadas em colônias. Nos 70 ou 80 milhões anos seguintes a taxa de evolução foi acelerada em uma ordem de magnitude (conforme definido em termos da relação entre extinção e origem de espécies) e a diversidade da vida começou a se parecer com a atual.
A explosão Cambriana gerou debates científicos extensos. O aparecimento rápido de fósseis no "Strata Primordial" foi notado já no século 19,  e Charles Darwin via-o como uma das principais objeções que poderiam ser feitas contra sua teoria da evolução pela seleção natural.
A perplexidade sobre o aparecimento da fauna Cambriana, que parece abrupta e vir de lugar algum, está centralizada em três pontos chave: se houve realmente uma diversificação em massa de organismos complexos sobre um período relativamente curto de tempo durante o início do Cambriano; o que poderia ter causado esta mudança rápida; e o que isto iria implicar sobre a origem e evolução dos animais. A interpretação é difícil devido a uma quantia limitada de evidências, baseada principalmente em um registro fóssil incompleto e assinaturas químicas deixadas em rochas cambrianas.

## História e importância
Geólogos tão antigos quanto Buckland (1784-1856) perceberam que uma mudança dramática nos registros fósseis ocorreram em torno da base do que nós agora chamamos de Cambriano. Charles Darwin considerou este aparecimento súbito de muitos grupos animais com poucos ou nenhum antecedente como a maior objeção a sua teoria da evolução. Ele até mesmo dedicou um capítulo substancial de A Origem das Espécies para resolver este problema.
O paleontólogo americano Charles Walcott propôs que em um intervalo de tempo, o "Lipaliano", não estava representado no registro fóssil ou não preservou fósseis, e que os ancestrais dos animais do Cambriano haviam evoluído durante esta época.
Mais recentemente foi feita a descoberta que a história da vida na Terra tem pelo menos 3450 milhões de anos: rochas com esta idade em Warrawoona na Austrália contém fósseis de estromatólitos, pilares atarracados que são formados por colônias de micro-organismos. Fósseis (Grypania) de células eucariotas mais complexas, que formam todos os animais, plantas e fungos, foram encontradas em rochas com cerca de 1,4 bilhões de anos, na China e em Montana. Rochas com datas entre 565 e 543 milhões de anos contém fósseis do biota Ediacarana, organismos tão grandes que eles devem ter sido multicelulares, mas muito diferentes de qualquer organismo moderno. P. E. Cloud argumentou em 1948 que houve um período de evolução "eruptiva" no início do Cambriano, mas nos anos 1970 não havia ainda sinal de como os organismos com aspecto relativamente modernos do Cambriano Médio e Posterior surgiram.
O intenso interesse moderno na "explosão Cambriana" foi iniciado pelo trabalho de Harry B. Whittington e colegas, que nos anos 1970 reanalisaram muitos fósseis do Folhelho Burgess (veja abaixo) e concluíram que vários eram complexos mas diferentes de qualquer animal vivo. O organismo mais comum, Marrella, foi claramente um artrópode, mas não era membro de nenhuma classe conhecida de artrópodes. Organismos como o Opabinia, que tinha cinco olhos, e o Wiwaxia, que parecia uma lesma, eram tão diferentes de qualquer coisa que conhecemos que a equipe de Whittington assumiu que eles deveriam representar outros filos, com um relacionamento muito distante com qualquer coisa conhecida atualmente. O trabalho Stephen Jay Gould de 1989 sobre este trabalho, Wonderful Life, despertou o interesse público no assunto e levantou questões sobre o que a explosão representou. Apesar de diferir bastante nos detalhes, tanto o Whittington quanto Gould propuseram que todos os filos animais apareceram abruptamente. Esta visão foi influenciada pela teoria do equilíbrio pontuado, que Eldredge e Gould desenvolveram no início dos anos 1970 e que via a evolução como longos intervalos de quase equilíbrio "pontuadas" por curtos períodos de mudança rápida.
Outras análises, algumas mais recentes e outras ainda da década de 1970, alegam que animais complexos como os tipos modernos evoluíram bem antes do início do Cambriano. Há também um intenso debate se houve uma "explosão" genuína de formas modernas no Cambriano e, até que ponto ela aconteceu, como aconteceu e por que aconteceu naquela época.

## Tipos de Evidências
A dedução de eventos que aconteceram há 500 milhões de anos é difícil, uma vez que as evidências vem apenas de assinaturas biológicas e químicas e um registro fóssil bastante esparso.

### Datando o Cambriano
Somente recentemente foram obtidas datações radiométricas absolutas mais precisas para grande parte do período Cambriano, obtidas através de análise detalhada de elementos contidos em rochas, e mesmo assim somente para algumas poucas regiões.
A datação relativa (A é anterior a B) geralmente é suficiente para estudar os processos evolutivos, mas mesmo isto tem sido difícil, devido aos problemas envolvidos em encontrar rochas de mesma idade em diferentes continentes.
Portanto, as datas ou descrições de sequências de eventos devem ser tomadas com cuidado até que dados melhores estejam disponíveis.

### Somatofósseis
Os somatofósseis ou fósseis do corpo de organismos são geralmente o tipo mais informativo de evidência. Mas a fossilização é um evento raro, e a maioria dos fósseis são destruídos pela erosão ou metamorfismo antes de poderem ser observados. Por isto o registro fóssil é muito incompleto, e conforme avançamos na idade, mais incompleto ainda. Apesar disso, eles são geralmente adequados para ilustrar os padrões gerais da história da vida. Existe também algumas predisposições no registro fóssil: diferentes ambientes são mais favoráveis à preservação de diferentes tipos ou partes de organismos. Além disso, só as partes dos organismos que já são mineralizadas são usualmente preservadas, como as conchas de moluscos. Como a maior parte dos animais tem corpos macios, eles acabam decaíndo antes de se tornar fósseis. Como resultado, apesar de existirem mais de 30 phyla de animais vivos, dois terços nunca foram encontrados como fósseis.

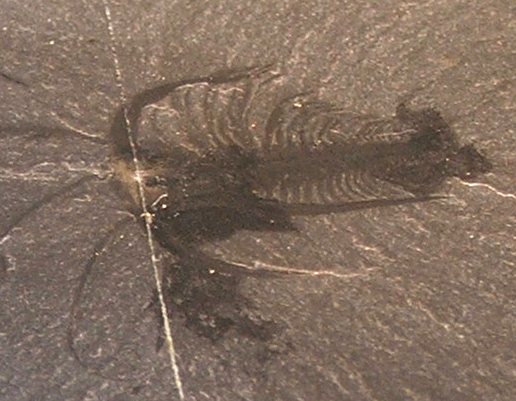
Este espécime de Marrella ilustra como os fósseis do Folhelho Burgess são claros e detalhados.

O registro fóssil Cambriano inclui um número anormalmente alto de lagerstätte, que preserva tecidos moles. Este fato permite que os paleontólogos examinem a anatomia interna de animais que em outros sedimentos são representados apenas por conchas, espinhos, garras, etc. - quando preservados. O lagerstätten mais significante do Cambriano são os leitos cambrianos antigos dos Folhelhos de Maotianshan, de Chengjian (Yunnan, China) e Sirius Passet (Groenlândia); os leitos do cambriano médio folhelho Burgess (Colúmbia Britânica, Canadá); e os leitos fósseis do Cambriano recente em Orsten (Suécia).
Apesar dos lagerstätten preservarem bem mais que o registro fóssil convencional, eles estão longe de serem completos. Como os lagerstätten estão restritos a uma variedade estreita de ambientes (onde os corpos macios dos organismos podem ser preservados rapidamente, como, por exemplo, em deslizamentos de terra), a maioria dos animais provavelmente não está representada; além disso, as condições excepcionais que criam os lagestätten provavelmente não representa condições normais de vida. Soma-se a isto que os lagerstätten Cambrianos conhecidos são raros e difíceis de datar, enquanto os lagerstätten Precambrianos ainda precisam ser estudados em detalhe.
A raridade do registro fóssil significa que os organismos normalmente já existiam bem antes de serem encontrados no registro fóssil - isto é conhecido como o efeito Signor-Lipps.

### Icnofósseis

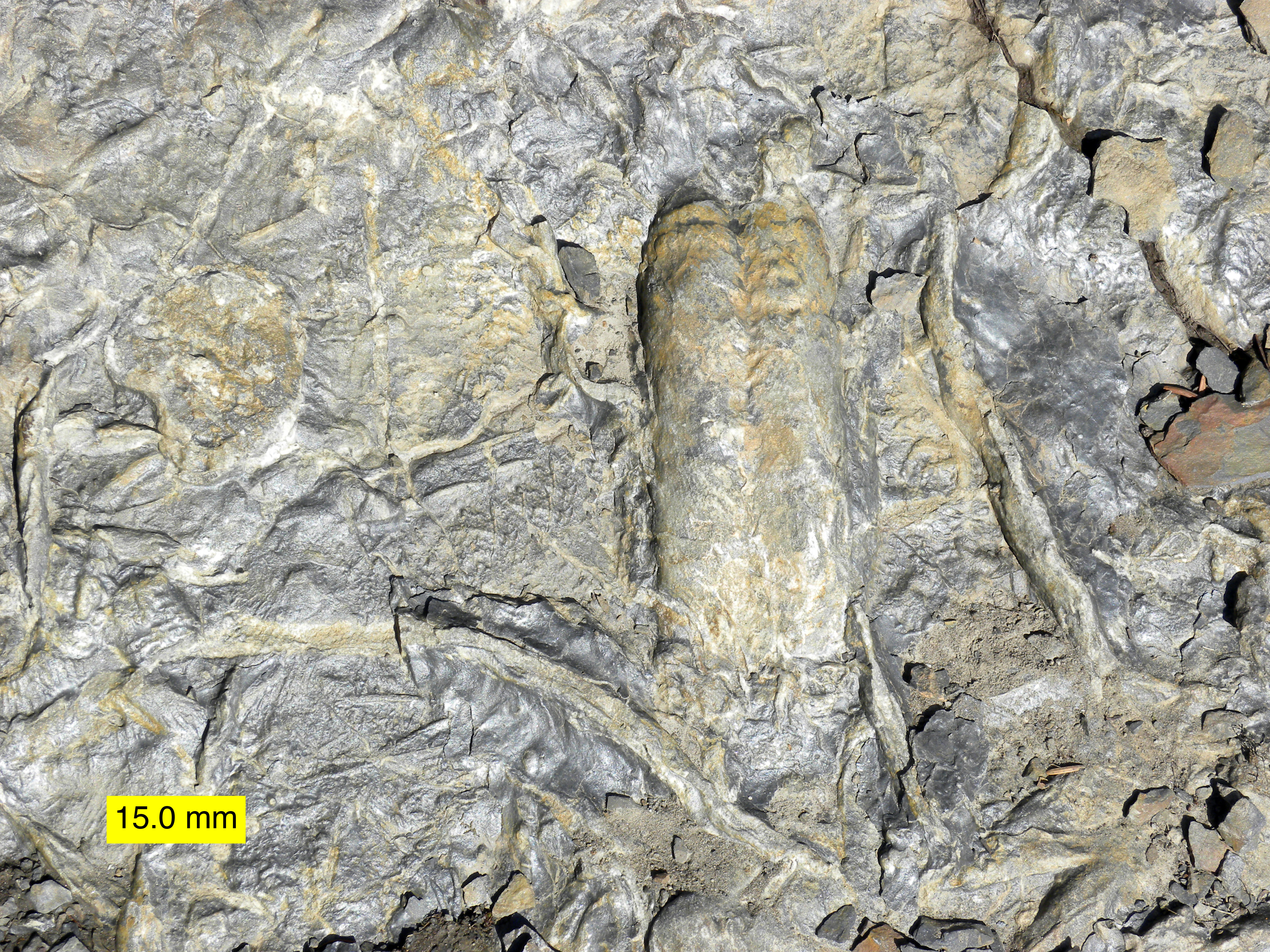
Rusophycus e outros icnofósseis da Formação Gog, do Cambriano Médio, no Lago Louise, em Alberta, Canadá.

Icnofósseis consistem principalmente de trilhas e tocas, mas também incluem coprólitos (fezes fossilizadas) e marcas deixadas pelos animais ao se alimentar. Os icnofósseis são particularmente importantes porque representam uma fonte de dados que não é limitada a animais com partes facilmente fossilizáveis, e reflete o comportamento dos organismos. Além disso, muitos traços são muito mais antigos que os fósseis de corpos dos animais que se acredita terem sido capazes de os produzir. Apesar de ser geralmente impossível ligar os traços aos animais que os fizeram, os traços podem, por exemplo, fornecer as evidências físicas mais antigas do surgimento de animais complexos (comparáveis às minhocas).

### Observações geoquímicas
Vários marcadores químicos indicam uma mudança drástica no ambiente no início do Cambriano. Os marcadores são consistentes com uma extinção em massa, ou com um aquecimento massivo resultando na liberação do gelo de metano.

Estas mudanças podem refletir uma causa da explosão do Cambriano, apesar delas também terem resultado de um aumento da atividade biológica - um possível resultado da explosão cambriana. Apesar destas incertezas, a evidência geoquímica ajuda ao fazer com que os cientistas foquem em teorias que são consistentes com pelo menos uma das mudanças ambientais prováveis.

### Técnicas filogenéticas
A cladística é uma técnica para levantar a "árvore genealógica" de um grupo de organismo. Ela funciona seguindo a lógica de que, se os grupos B e C tem mais similaridades entre si do que cada um dos grupos tem com o grupo A, então B e C tem relação mais próxima entre si do que com o grupo A. As características que são comparadas podem ser anatômicas, como a presença de uma notocorda, ou molecular, pela comparação de sequências de DNA ou proteínas. O resultado de uma análise é uma hierarquia de clados - grupos cujos membros se acreditam ter um ancestral comum. Em alguns casos a técnica cladística falha, como as asas ou os olhos, que evoluíram mais de uma vez, de forma convergente - isto tem que ser levado em conta nas análises.
A partir dos relacionamentos pode ser possível aproximar a data em que as linhagens aparecem pela primeira vez. Por exemplo, se os fósseis de B ou C tem idade de milhões de anos e a "árvore genealógica" calculada diz que A é um ancestral de B e C, então A deve ter evoluído muitos milhões de anos antes de B ou C.
Também é possível estimar há quanto tempo dois clados vivos divergiram - isto é, aproximadamente há quanto tempo seu ancestral comum deve ter vivido - assumindo que as mutações do DNA se acumulam a uma taxa constante. Estes "relógios moleculares", entretanto, são falíveis, e fornecem apenas uma datação aproximada: eles não são precisos e confiáveis o suficiente para estimar quando os grupos que aparecem na explosão Cambriana evoluíram inicialmente, e as estimativas produzidas por diferentes técnicas variam por um fator de dois. Entretanto, os relógios podem dar uma indicação da taxa de geração de ramificações, e quando combinadas com as restrições do registro fóssil, os relógios recentes sugerem um período de diversificação constante durante o Ediacarano e Cambriano.

## Explicação de alguns termos científicos
Um filo é o nível superior no sistema de Linnaeus para classificar organismos. Os Fila podem ser pensados em agrupamentos de animais baseados no desenho geral do corpo. Apesar das aparências externas serem diferentes nos organismos, eles são classificados em fila baseado na organização interna e desenvolvimento da organização. Por exemplo, apesar de suas diferenças óbvias, aranhas e cirripedias pertencem ambos ao filo Artropoda,  mas minhocas e tênias, apesar de terem formas similares, pertencem a filos diferentes.

## Vida precambriana
Nossa compreensão da explosão cambriana apóia-se no conhecimento do que havia antes - o evento representa o surgimento súbito de uma gama enorme de animais e comportamentos, ou estes já existiam antes?

### Evidência de animais há cerca de 1000 milhões de anos

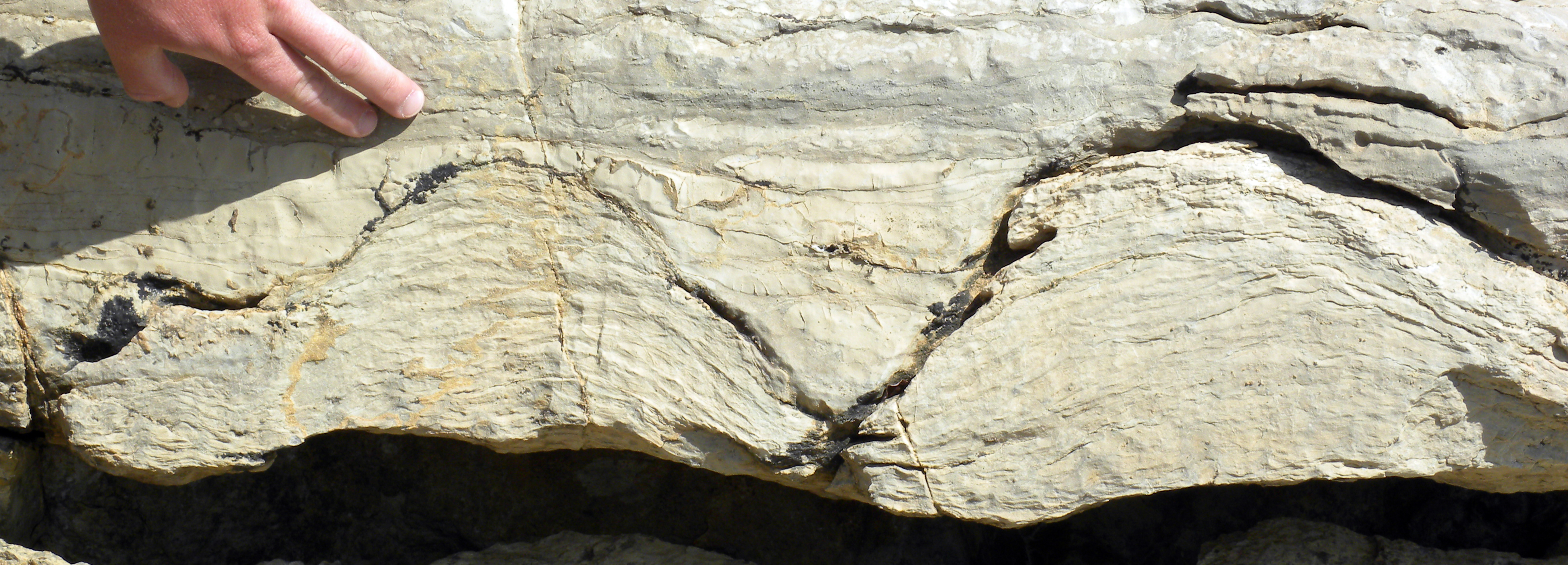
Estromatólitos (Formação Pika, Cambriano médio) próximo ao Lago Helen, Parque Nacional Banff, Canadá.

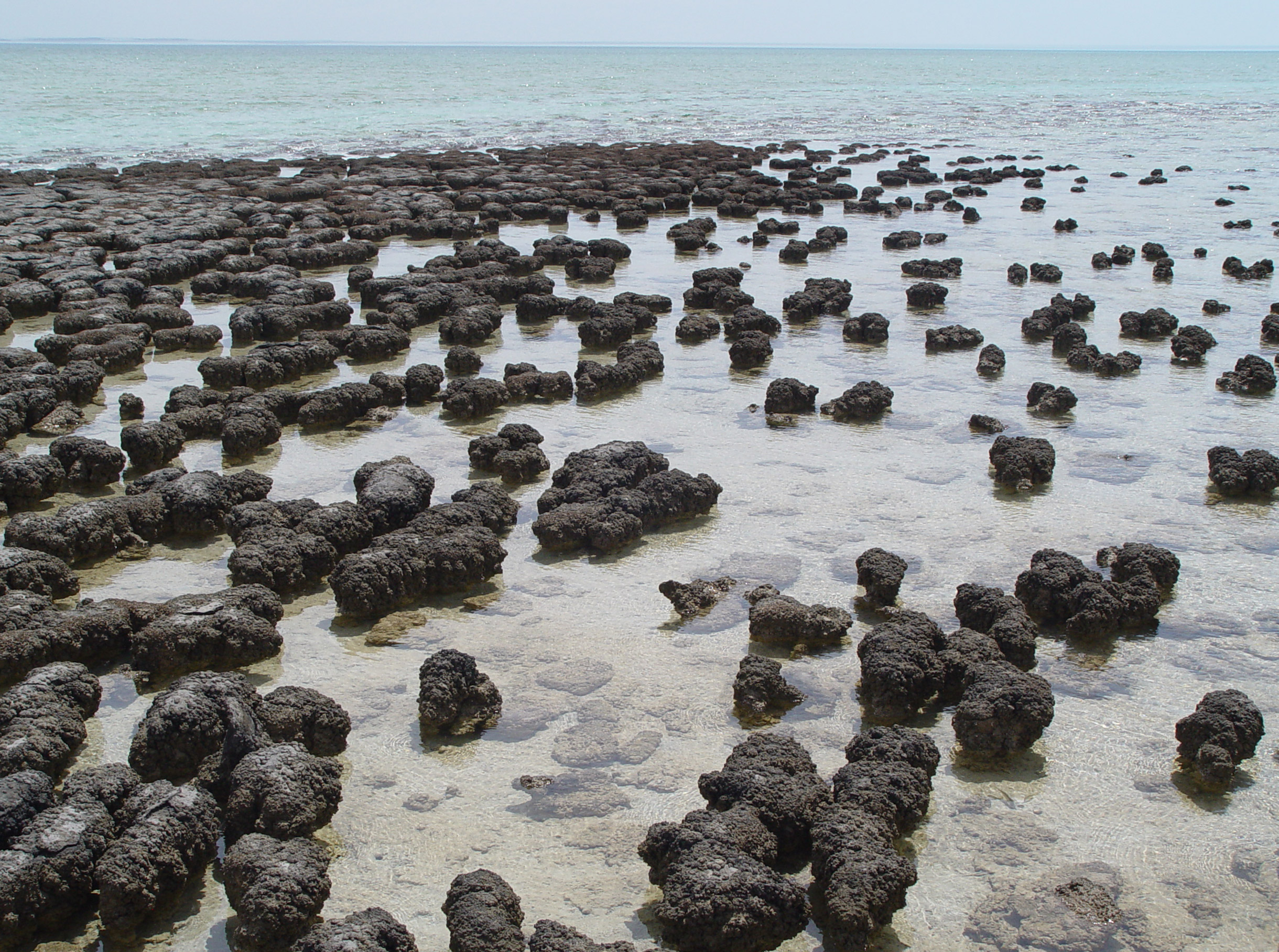
Estromatólitos modernos na Reserva Natural Piscina Hamelin, Austrália.

As mudanças na abundância e diversidade de alguns tipos de fósseis tem sido interpretada como uma evidência de "ataques" por animais ou outros organismos. Estromatólitos, pilares construídos por colônias de microorganismos, são um dos principais componentes do registro fóssil de 2,7 bilhões de anos de idade, mas sua abundância e diversidade declinou abruptamente após cerca de 1,25 bilhões de anos. Este declínio tem sido atribuído a disrupção causada por animais de pasto e de tocas.
A diversidade marinha precambriana é dominada por pequenos fósseis conhecidos como acritarcs. Este termo descreve quase todos organismos pequenos - de cascas de ovos a pequenos metazoários a cistos de muitos tipos diferentes de algas verdes. Após aparecer a cerca de 2 bilhões de anos, os acritarcos sofreram uma explosão há cerca de 1000 milhões de anos, aumentando em abundância, diversidade, tamanho, complexidade da forma, e especialmente o tamanho e número de espinhos. O crescimento de formas com espinhos no último bilhão de anos pode indicar uma necessidade de defesa contra predação. Outros grupos de pequenos organismo da era do neoproterozóico também apresentam sinais de defesas anti-predador. Uma consideração da longevidade do táxon parece apoiar um aumento na pressão predatória por aquela época. Entretanto, em geral a taxa de evolução no Precambriano era bem lenta, com muitas espécies de cianobactérias persistindo sem alterações por bilhões de anos.
Se estes organismos predadores realmente eram metazoários, isto significa que os animais do Cambriano não apareceram "do nada" no início do Cambriano; seus predecessores teriam existido por centenas de milhões de anos.

## Vídeos
- A evolução da vida: explosão de vida. - Washington d.C.:National Geographic, 2001. , distrib em Portugal por: Lusomundo, 2003.